# Quintus Salvidienus Rufus Salvius

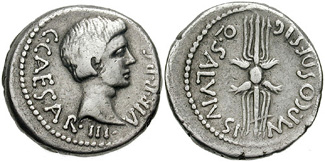
Von Salvidienus (er verwendet hier den Namen Q. Salvius) geprägter Denar mit den Kopf des Octavian

Quintus Salvidienus Rufus Salvius († 40 v. Chr.; auch Q. Salvius) war ein römischer Politiker und Feldherr der Triumviratszeit. Neben Marcus Vipsanius Agrippa war er der engste Freund Octavians (des späteren Augustus) in den ersten Jahren von dessen Aufstieg.
Salvidienus stammte aus einfachen Verhältnissen und soll als junger Mann Hirte gewesen sein. Vielleicht begann sein Aufstieg als Offizier schon unter Gaius Iulius Caesar. Er begleitete (wie Agrippa) Octavian, als dieser sich zur Zeit der Ermordung Caesars in Apollonia aufhielt. Anfang 42 v. Chr. kommandierte er als Legat die Flotte Octavians im Kampf gegen Sextus Pompeius. Nach anfänglichen Erfolgen, die ihm den Titel eines Imperators einbrachten, wurde er an der Straße von Messina von Pompeius geschlagen. 41 v. Chr. sollte Salvidienus mit sechs Legionen nach Spanien marschieren, wurde aber von Gaius Asinius Pollio, Quintus Fufius Calenus und Publius Ventidius Bassus daran gehindert. Nachdem Octavian ihn zurückgerufen hatte, ging er gemeinsam mit diesem und Agrippa im Perusinischen Krieg gegen Lucius Antonius vor. Im Zuge dieses Feldzugs eroberte und zerstörte er die Stadt Sentinum.
40 v. Chr. wurde Salvidienus nach dem Tod des Quintus Fufius Calenus Statthalter der gallischen Provinzen. Für das folgende Jahr wurde er – ohne vorher ein anderes Amt des senatorischen Cursus honorum bekleidet zu haben – von Octavian zum Konsul designiert. Marcus Antonius beschuldigte ihn jedoch nach Abschluss des Vertrags von Brundisium mit Octavian, er habe in dem dem Vertrag vorangegangenen Konflikt zu ihm überlaufen wollen. Octavian rief Salvidienus zu sich, ließ ihn vom Senat wegen Hochverrats verurteilen und hinrichten; nach anderer Version beging Salvidienus Selbstmord.